# Tour de Guyenne
La tour de Guyenne est une tour fortifiée située à Béruges dans le département français de la Vienne.

## Histoire
La tour est inscrite au titre des monuments historiques depuis le 13 juin 1991.